# Sevoflurano
El sevoflurano (fluorometil 2,2,2-trifluoro-1 [trifluorometil]etil éter) es un anestésico general, siendo este un líquido volátil claro e incoloro a temperatura ambiente. Se ha utilizado ampliamente en Japón por muchos años, uso que se propagó también a Estados Unidos. Se administra de preferencia en la anestesia de pacientes extrahospitalarios gracias a que cuenta con un perfil de recuperación rápida. Constituye asimismo, un medicamento útil para la inducción de anestesia por inhalación (sobre todo a niños), al no ser irritante para las vías aéreas.
Los gases anestésicos contribuyen mundialmente el equivalente de un millón de automóviles al efecto invernadero. El sevoflurano es un gas invernadero, con un índice GWP de 345. Una tonelada de este anestésico emitida es equivalente a 345 toneladas de dióxido de carbono en la atmósfera. Sin embargo, el índice GWP del sevuflurano es más bajo que el de los gases similares isoflurano y desflurano, aún tomando en cuenta las cantidades diferentes usadas en una sesión estándar de anestesia (hora-MAC). Por esta razón, de no existir contraindicaciones clínicas, el uso del sevuflorano es preferible por su menor impacto ambiental.
El sevoflurano forma al menos dos productos al degradarse en un aparato respiratorio: Compuesto A [fluorometil-2,2-difluoro-1-(trifluorometil)vinil éter] y el Compuesto B [1,1,1,3,3-pentafluoro-2-(fluorometoxi)-3-metoxipropano], en contacto con cal sodada, que absorbe el exhalado de dióxido de carbono, especialmente a temperaturas altas, cuando la soda se deseca.